# Фортштадт
Фортштадт — хутор в Новокубанском районе Краснодарского края.
Входит в состав Прочноокопского сельского поселения.

## География

### Улицы
- ул. Будённого,
- ул. Клубная,
- ул. Октябрьская,
- ул. Почтовая,
- ул. Прочноокопская,
- ул. Садовая,
- ул. Свободы,
- ул. Степная,
- ул. Южная.

## Население
| 2002 | 2010 | 2023 |
| ---- | ---- | ---- |
| 466  | ↘427 | ↗462 |